# تحليل تشفير لورنز

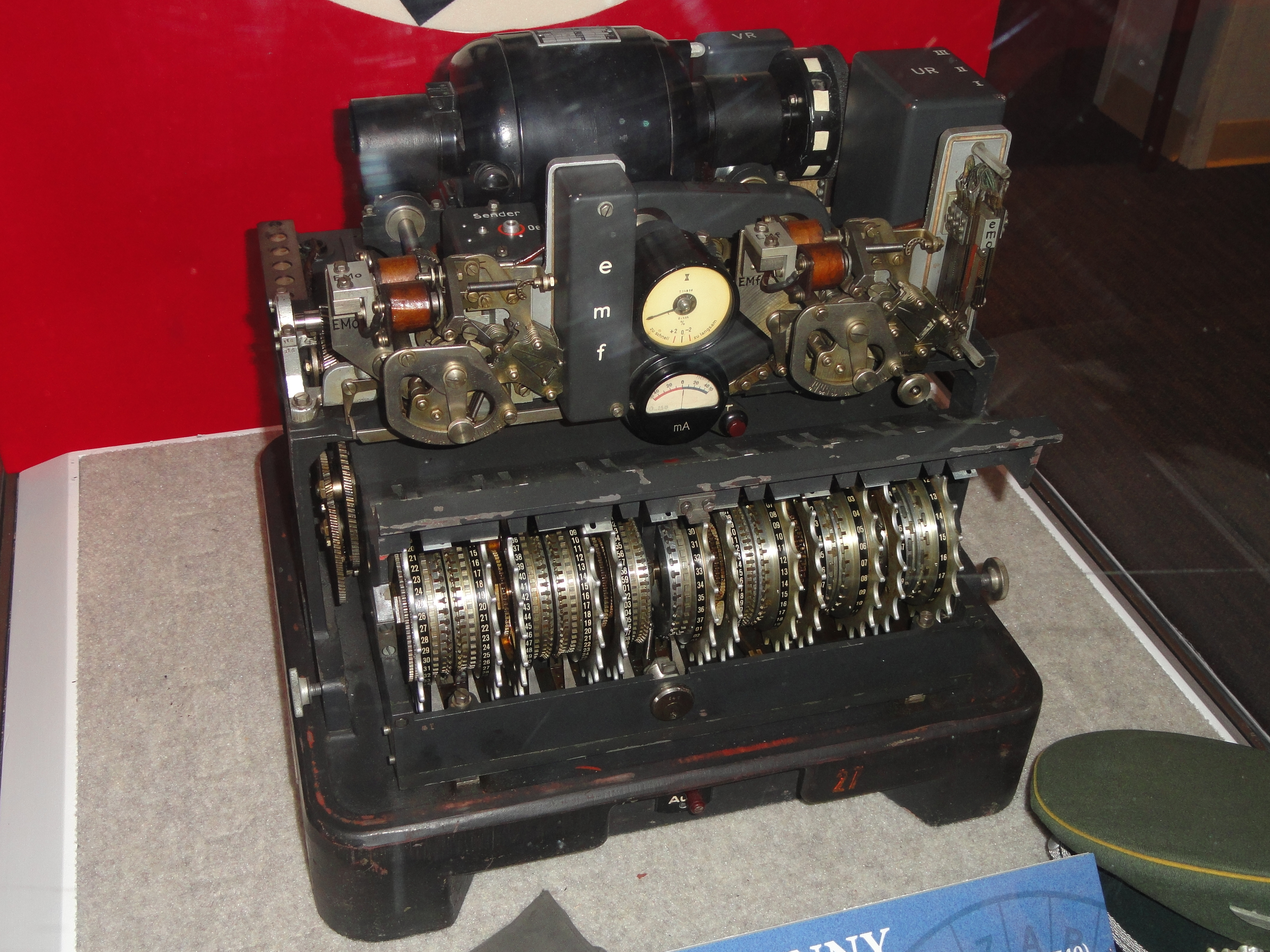

تحليل تشفير لورنز هو العملية التي مكنت البريطانين من قراءة رسائل الجيش الألماني رفيعة المستوى خلال الحرب العالمية الثانية. فكت كلية الترميز والتشفير الحكومية في حديقة بلتشلي تشفير العديد من الاتصالات بين القيادة العليا للفيرماخت (القيادة العليا الألمانية) في برلين وقادة جيشها في جميع أنحاء أوروبا المحتلة، وكان بعضها موقعًا من الزعيم أدولف هتلر. اعتُرضت هذه الإشارات الراديوية التي لا تستخدم تشفير مورس بواسطة ملحقات مبرقة جهاز التشفير التدفقي الدوار لورنز إس زد. أصبح فك تشفير حركة البيانات هذه مصدرًا هامًا للاستخبارات «الفائقة»، وساهم بشكل كبير في تحقيق النصر للحلفاء.
بالنسبة لرسائلها السرية عالية المستوى، شفّرت القوات المسلحة الألمانية كل حرف باستخدام عدة آلات تشفير تدفقي (كاتبات سرية) متصلة عند طرفي اتصال التلغراف باستخدام الأبجدية الدولية للتلغراف رقم 2 بطول 5 بت (آي تي إيه 2). اكتُشفت هذه الآلات لاحقًا لتصبح آلات لورنز إس زد للجيش (الحرفان إس وزد مشتقان من Schlüssel-Zusatz التي تعني مرفق الشفرات)، وسيمنز وهالسكه تي52 للقوات الجوية، وسيمنز تي43، التي لم تُستخدم سوى قليلًا ولم يستطع الحلفاء فك تشفيرها أبدًا.
كشف فك تشفير حديقة بلتشلي للرسائل المشفرة بأجهزة إينيغما أن الألمان أطلقوا على أحد أنظمة الإبراق اللاسلكي اسم سيغفيش (سمكة المنشار)، ما دفع المشفرين البريطانيين للإشارة إلى حركة البيانات الألمانية المشفرة المبرقة لاسلكيًا باسم «فيش». بينما «توني» (سمكة التونة) هو الاسم الذي أُطلق على طريقة التواصل التي لم تستخدم شيفرة مورس، واستُخدم لاحقًا لأجهزة التشفير وحركة بياناتها.
كما هو الحال مع تحليل شفرات إينيغما المنفصل تمامًا، سمح قصور التنفيذ الألماني بالتحليل الأولي للنظام وبطريقة لفك تشفيره. بعكس إينيغما، لم تصل أي آلة إلى يد الحلفاء حتى نهاية الحرب في أوروبا، بعد وقت طويل من تأسيس فك التشفير الشامل. أدت مشاكل فك تشفير رسائل توني إلى تطوير «كولوسس»، وهو أول حاسوب رقمي إلكتروني قابل للبرمجة في العالم. كانت عشرة حواسيب منه قيد الاستخدام بحلول نهاية الحرب، وفي ذلك الوقت كان قد فُك تشفير حوالي 90% من رسائل توني المحددة في حديقة بلتشلي. 
قال محلل الشفرات ألبرت دبليو. سمول، من فيلق إشارات الجيش الأمريكي الذي أُعير إلى حديقة بلتشلي وعمل على تشفير توني، في تقريره الصادر في ديسمبر 1944 إلى قاعة أرلينغتون:
عكست الحلول اليومية لرسائل فيش في كلية الترميز والتشفير الحكومية خلفية العبقرية الرياضية البريطانية والقدرة الهندسية الرائعة والحس السليم القوي. كل من هذه العناصر كان عاملًا ضروريًا، وكان من الممكن المبالغة في كل منها أو التقليل منها لحساب الحلول؛ ومن الحقائق الرائعة أن اندماج العناصر بدا أنه في نسب مثالية، وكانت النتيجة مساهمة بارزة في علوم تحليل التشفير.

## آلات توني الألمانية
طبقت ملحقات تشفير لورنز إس زد تشفير فيرنام التدفقي باستخدام مصفوفة معقدة من اثني عشر دوّارًا أُوصِلت إلى ما كان ينبغي أن يكون رقم تأمين شبه عشوائي كمفتاح تدفق. يُدمج مفتاح التدفق مع النص الأصلي لإنتاج النص المشفر في نهاية الإرسال باستخدام دالة الاختيار الحصري أو (إكس أو آر). في الطرف المستقبل، تنتج آله تكوين مماثلة نفس المفتاح التدفقي الذي يدمج مع النص المشفر لإنتاج النص الأصلي، مثلًا قد يطبق النظام خوارزمية المفتاح المتناظر.
يتولد المفتاح التدفقي بواسطة عشرة من الدوارات الإثني عشر، نتيجة تطبيق دالة إكس أو آر على المحارف المولّدة باستخدام الدوارات الخمسة اليمنى (دوارات كاي χ)
{\displaystyle \chi }))))والدورات الخمسة اليسرى (دوارات بساي ψ). تتحرك دوارات كاي دائمًا باتجاه واحد لكل حرف مدخل من النص المشفر، لكن دوارات بساي لا تقوم بالمثل.
يحدد الدوّاران المركزيان ميو μ (أو موتور) ما إذا كانت دوارات بساي ستدور بحرف جديد. بعد تشفير كل حرف؛ إما أن تتحرك دوارات بساي الخمسة أو تبقى ثابتة ويُستخدم نفس الحرف من مفتاح بساي مجددًا. مثل دوارات كاي، يتحرك دوار ميو61 (61μ) بعد كل حرف. عندما تتوقف الحدبة في موقع فعال على دوار ميو61 (61μ) ويتولد رمز إكس x (قبل التحرك) يتحرك ميو37 (37μ)، وعندما تكون الحدبة في موقع غير فعال (قبل التحرك) ميو37 (37μ) تبقى دوارات بساي ثابتة. تملك كل الأجهزة ما عدا القديمة عاملًا إضافيًا يلعب دورًا في تحريك دوارات بساي أو عدم تحريكها. كان هناك أربعة أنواع مختلفة سُميت القيود في حديقة بلتشلي، وتضمنت جميعها بعض جوانب الموقع السابق لدوارات الآلة.
بلغ عدد اجمالي الحدبات على الدوارات الإثني عشر لجهاز إس زد 42 حوالي 501 وتشاركت جميعها معًا، معطية فترة طويلة جدًا قبل تكرار تسلسل المفتاح. يمكن لكل حدبة إما أن تكون مرتفعة ما يعطي x (إكس) لمنطق النظام والتي تعكس قيمة البت، أو منخفضة ما يولد • (نقطة غامقة). كان العدد الإجمالي الممكن لأنماط الحدبة المرتفعة  وهو عدد كبير جدًا. في الممارسة العملية، كانت حوالي نصف الحدبات على كل دوار مرفوعة. أدرك الألمان لاحقًا أنه إذا لم يكن عدد الحدبات المرفوعة قريبًا من 50% سيكون هناك أدوار من xs (الإكسات) وs• (النقاط الغامقة)، وهو ضعف في التشفير.
كانت عملية تحديد أي من الحدبات الـ501 مرفوعة تدعى «خرق الدوار» في حديقة بلتشلي. وكانت عملية اشتقاق موضع البدء للدوارات لانتقال معين تسمى «ضبط الدوار» أو ببساطة الضبط (الإعداد). إن حقيقة أن دوارات بساي تحركت جميعها معًا وليس مع كل حرف مدخل، كانت ضعفًا رئيسيًا في الآلات ساهم في نجاح البريطانين في تحليل التشفير.

## الإبراق الآمن
تطور الإبراق الكهروميكانيكي في ثلاثينيات وثمانينيات القرن الماضي، أي قبل الاتصال الهاتفي بوقت طويل، وشُغِّل في جميع أنحاء العالم بحلول الحرب العالمية الثانية. ربط نظام واسع من الكابلات المواقع داخل الدول وبينها، بجهد قياسي -80 فولت يشير إلى «علامة» و +80 فولت يشير إلى «فراغ». عندما أصبح الإرسال عبر الكبل غير عملي أو غير مريح، كما في وحدات الجيش الألماني المتنقلة، استُخدم الإرسال اللاسلكي.
تتكون المبرقة في كل طرف من دارة تتألف من لوحة مفاتيح وآلية طباعة، وغالبًا من آلية قراءة وتثقيب تألفت من خمس شرطان ورقية مثقبة. عند استخدامها بالاتصال، أدى الضغط على مفتاح أبجدي في نهاية الإرسال إلى طباعة الحرف المقابل في الطرف المستقبل. ومع ذلك، تضمن نظام الاتصال قيام مشغل الإرسال بإعداد مجموعة من الرسائل دون اتصال بتثقيبها على شريط ورقي، ثم إرسال الرسائل المسجلة على الشريط أثناء الاتصال. يرسل النظام عادةً نحو 10 أحرف في الثانية، وبالتالي يشغل الخط أو قناة الراديو لفترة زمنية أقصر من الكتابة أثناء الاتصال.
مُثلت رموز الرسالة برموز الأبجدية الدولية للتلغراف رقم 2 (آي تي إيه 2). استخدم وسيط الإرسال، سواء كان سلكيًا أو راديويًا، اتصالًا تسلسليًا غير متزامن بالإشاراة إلى كل حرف بنبضة بداية (فراغ) و5 نبضات للبيانات ونبضة ونصف للتوقف. في حديقة بلتشلي رُمزت نبضات العلامات بـx (إكس) ونبضات الفراغ بـ• (نقطة غامقة). على سبيل المثال، رُمّز الحرف «H» بـ x•x••.a